# Iter

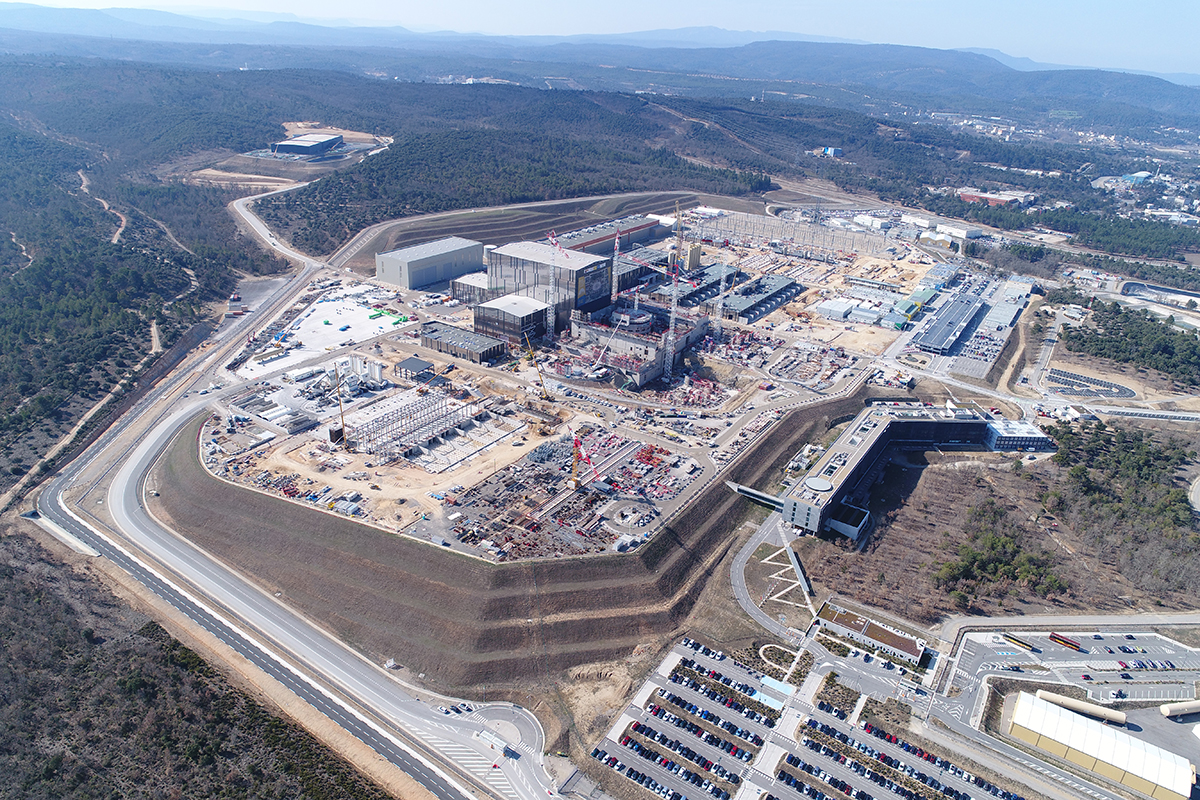
Bygget pågår (2018)

Länder inblandade i projektet

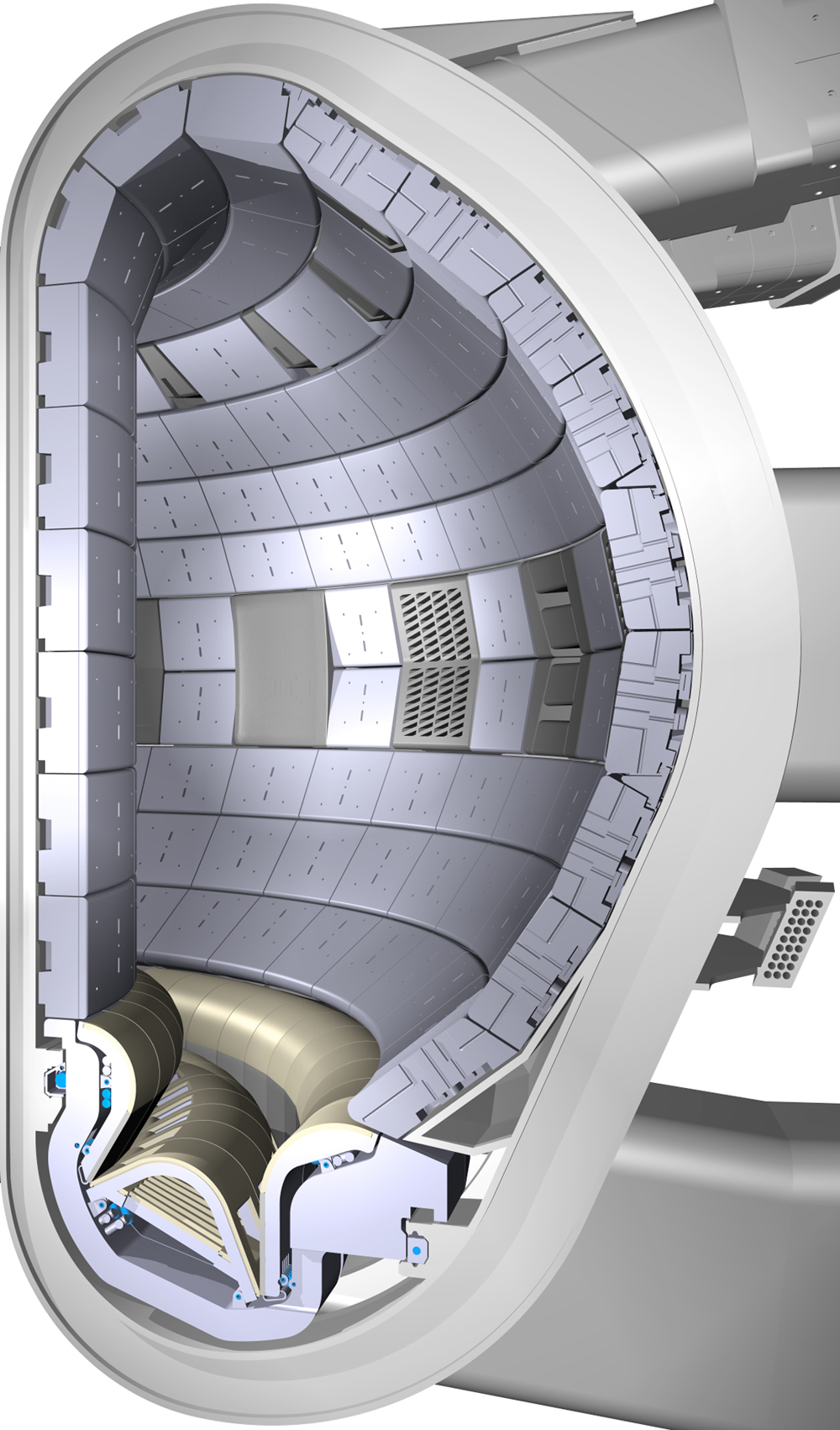
Tokamaken i genomskärning

Internationella termonukleära experimentreaktorn (Iter) är en experimentell anläggning för forskning kring fusion projekterad av ett flertal länder (EU, Japan, Ryssland, Kina, USA, Sydkorea, Indien). Den beräknas stå färdig i Cadarache i Frankrike 2025, sedan användas i ca. 20 år. Reaktorn kommer att vara cylinderformad, 24 meter hög och 30 meter bred, en så kallad tokamak (betyder på ryska ”ringformig magnetisk kammare”).
Målet har sedan 1985 varit att bygga ITER genom internationellt samarbete. De ursprungliga deltagarna var EU, Japan, USA och Sovjetunionen. USA hoppade 1998 av processen, men kom tillbaka igen 2003. Senare har Ryssland tagit över Sovjetunionens roll, och Sydkorea, Kina och Indien kommit med som nya partner.
Projektet genomgick en utdragen process för att bestämma anläggningens placering. Cadarache stöddes av EU, Ryssland och Kina, medan USA, Japan och Sydkorea i allmänhet tyckte att Rokkasho i Japan var en bättre plats. Båda platserna var lämpade för byggandet, och endast politiska åsikter som styrde åsikterna. Vissa har menat att USA:s motstånd till att bygga i Frankrike grundar sig på den franska kritiken mot Irakkriget. Överenskommelsen att placera anläggningen i Frankrike nåddes 28 juni 2005.
År 2006 påbörjades arbetet med att göra i ordning området anläggningen ska byggas på. Byggandet av själva ITER påbörjades 2009 och den beräknas vara färdigställd 2025. Den 28 juli 2020 hölls en ceremoni vid Iters monteringshall då konstruktionen av själva Tokamaken påbörjades.

## Kostnad
Kostnaden att bygga anläggningen beräknades år 2016 till 20 miljarder euro.  Anläggningen skulle enligt planen år 2005 stå färdig år 2016 men har planerats om och beräknas stå färdig 2025.

## Bränsle
Bränslet i kraftverket är planerat att vara väteformerna deuterium och tritium, som kolliderar med varandra och bildar helium när de når temperaturen 108 °C.
{\displaystyle ._{1}^{2}H+._{1}^{3}H\rightarrow ._{2}^{4}He+._{0}^{1}n+17,6{\mbox{ MeV}}}
Energin delas så att neutronen får 14 MeV och heliumet får 3,6 MeV i rörelseenergi. Detta är samma reaktion som används i kärnvapen. Men eftersom frigörandet av neutroner är mycket svårt att handskas med (en del används för att producera nytt tritium i reaktorn, det övriga sätter sig på reaktorns väggar och bildar radioaktiva ämnen), har helium-3 föreslagits. Väteformerna finns i  nästan obegränsad mängd, till skillnad från Helium-3 som är mycket sällsynt på jorden.

## Tidslinje
| Datum     | Händelse |
| 2005      | Det beslutas att projektet ska placeras i Frankrike.                                                          |
| 2006      | ITER-avtalet undertecknas.                                                                                    |
| 2007      | ITER-organisationen skapades formellt.                                                                        |
| 2007-2009 | Byggplatsen förbereds genom utjämning och röjning av marken.                                                  |
| 2010-2014 | Fundament för att stödja Tokamaken byggs.                                                                     |
| 2012      | ITER får en kärnkraftslicens av Frankrike och blir därmed en kärnkraftsinstallation enligt den franska lagen. |
| 2014-2021 | Tokamak-byggnaden konstrueras.                                                                                |
| 2010-2021 | ITER-anläggningen och dess hjälpbyggnader för "Första plasman" uppförs.                                       |
| 2008-2021 | Huvudkomponenter till "Första plasman" tillverkas.                                                            |
| 2015-2023 | ITER-projektets största komponenter transporteras.                                                            |
| 2020-2025 | Monteringsfas 1 genomförs.                                                                                    |
| 2022      | Färdigställande av Torus.                                                                                     |
| 2024      | Kryostaten stängs.                                                                                            |
| 2024-2025 | Hela systemet integreras och driftsätts.                                                                      |
| 2025      | Första plasman beräknas till december 2025.                                                                   |
| 2025-2035 | Under perioden ökas belastningen på maskinen gradvis.                                                         |
| 2035      | Deuterium-Tritium-operationen startar.                                                                        |